# 리빙 바이블

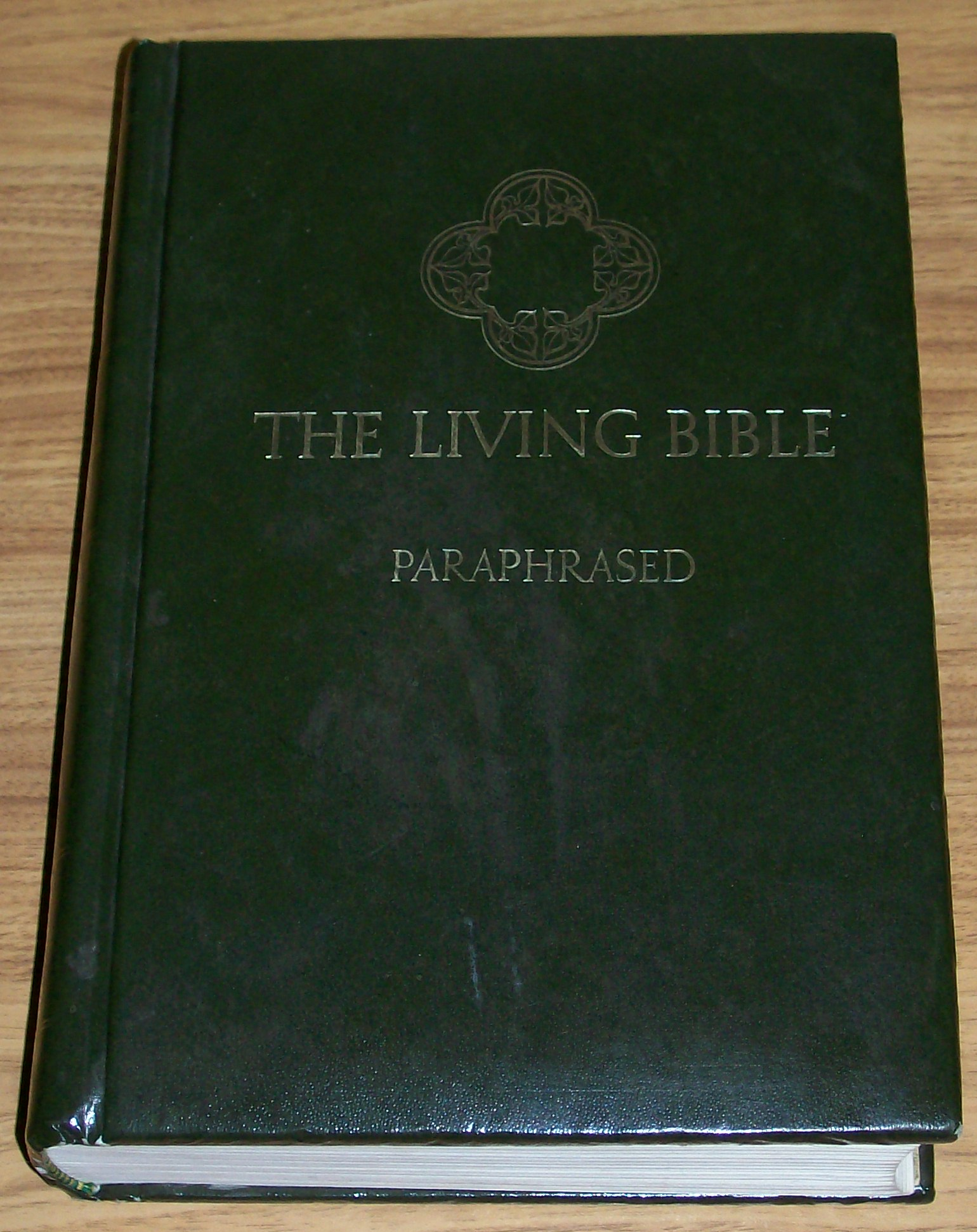

리빙 바이블 (The Living Bible, TLB)은 케네스 테일러가 1971년 번역한 것은 아니지만 패러프레이즈한 성경이다. 1901년 미국표준성경을 기본으로 사용하였다.